# Partito Socialista dei Lavoratori Unificato
Il Partito Socialista dei Lavoratori Unificato (in portoghese: Partido Socialista dos Trabalhadores Unificado - PSTU) è un partito politico brasiliano fondato nel 1993; il suo codice elettorale è 16. Il PSTU è un'organizzazione socialista, che rivendica il marxismo rivoluzionario, basato sulle teorie e le pratiche di Lev Trockij e Nahuel Moreno. Come il Partito Comunista Brasiliano (PCB), il Partito Socialismo e Libertà (PSOL) e il Partito della Causa Operaia (PCO), il PSTU si oppone alla sinistra ai governi municipali, statali e federali.
Nel 2018, la PSTU ha preso la seguente posizione sull'arresto di Lula: crediamo che la condanna di Lula contribuisca o meno a superare lo sfruttamento della classe operaia. Nel novembre 2020 contava 15.859 membri.

## Storia
Nell'aprile 1992, il deputato José Dirceu ha presentato, alla riunione dell'Esecutivo nazionale del PT, una risoluzione che è stata approvata, dando 15 giorni per la Convergenza socialista per adattarsi alla nuova regolamentazione delle tendenze. Ciò ha vietato manifestazioni aperte contro la politica della leadership maggioritaria. José Dirceu ha affermato che, per evitare di pubblicizzare tali manifestazioni, dovrebbero essere vietati il proprio quartier generale, il proprio giornale, le proprie finanze, le relazioni pubbliche internazionali e di partito , poiché queste sarebbero l'espressione di una politica contraria alle risoluzioni del PT e del suo primo Congresso..
Dopo aver lasciato il Partito dei Lavoratori a metà del 1992,  Socialist Convergence (CS) iniziò la formazione di un nuovo partito, insieme ad altri piccoli gruppi di estrema sinistra che, all'epoca, formavano il cosiddetto Fronte Rivoluzionario (FR), che, oltre al CS, aveva altre organizzazioni, quali:
1. Il Partito del Fronte socialista (PFS), precedentemente noto come Partito di liberazione proletario (PLP);[7]
2. il movimento socialista rivoluzionario;
3. la Democrazia Operaia, formata principalmente da impiegati di banca di Porto Alegre, uno dei suoi leader era Victor Hugo Ghiorzi ;
4. Lega, formata da militanti che hanno rotto con il PT all'inizio del 1993, come: Júnia Gouveia, Celso Lavorato, Edmilson Araújo, Rômulo Rodrigues, Henrique Martins e Lays Machado;
5. Gruppo Diadema indipendente;

Tra il 3 e il 5 luglio 1994, il FR si è riunito in un Congresso per fondare il Partito Socialista Unito dei Lavoratori.

### Altro
Nel luglio 2016, 739 attivisti hanno firmato un manifesto di rottura con il partito, e successivamente hanno fondato il Movimento per un'alternativa indipendente e socialista (MAIS). Il simbolo del movimento è un cancelletto (#) nei colori rosso, viola, giallo e verde, seguito dall'acronimo MAIS. La rottura avvenne all'inizio di luglio dello stesso anno, quando i militanti scrissero e firmarono il manifesto "Porta gioia al futuro".
Il 4 agosto 2017 MAIS è entrata ufficialmente nel PSOL. La decisione è stata presa al congresso dell'organizzazione, che si è svolto dal 27 al 30 luglio a San Paolo.

## Performance elettorale e partecipazione

### Elezioni statali
Nelle elezioni statali del 2010 tenutesi a Minas Gerais, il PSTU ha presentato la candidatura a governatore del Fronte di sinistra, mentre a San Paolo, Rio de Janeiro, Rio Grande do Sul, Ceará, tra gli altri stati, il partito ha presentato la candidatura al Senato federale.
Nelle elezioni statali del 2014, il PSTU ha sostenuto i candidati alla carica di governatore in tutti gli stati, ad eccezione di Acre, Mato Grosso do Sul e Tocantins. In metà di questi 24 stati, il PSTU non si conformava ai fronti elettorali né con il PSOL né con il PCB. Negli stati in cui il PSTU era associato solo al PSOL, il PCB ha lanciato i candidati in isolamento; ad eccezione di Rondônia e Roraima, dove il PCB non aveva candidati. Tra i 10 candidati alla carica di governatore del PSOL sostenuti dalla PSTU, solo quattro provenivano dall'ala sinistra del PSOL, a dimostrazione che l'unità socialista (settore meno radicale) è l'attuale PSOL con cui il PSTU dà la priorità alle alleanze elettorali.

### Partecipazione alle elezioni presidenziali
Sebbene provvisoriamente registrato, il PSTU ha sostenuto nel 1994 l'elezione di Luiz Inácio Lula da Silva. Nelle elezioni successive, ha lanciato la propria candidatura, senza coalizioni, ad eccezione delle elezioni del 2006, in cui l'associazione sosteneva la candidatura di Heloísa Helena, del PSOL.
Nelle elezioni statali del 2014 ,il PSTU ha sostenuto i candidati alla carica di governatore in tutti gli stati, ad eccezione di Acre, Mato Grosso do Sul e Tocantins . In 24 di questi stati, il PSTU non si conformava ai fronti elettorali né con il PSOL né con il PCB. Negli stati in cui il PSTU era associato solo al PSOL, il PCB ha lanciato i candidati in isolamento; ad eccezione di Rondônia e Roraima, dove il PCB non aveva candidati. Tra i 10 candidati alla carica di governatore del PSOL sostenuti dalla PSTU, solo quattro provenivano dall'ala sinistra del PSOL, a dimostrazione che l’unità socialista (settore meno radicale) è l'attuale PSOL con cui il PSTU dà la priorità alle alleanze elettorali.